# キュービクル式高圧受電設備
キュービクル式高圧受電設備（キュービクルしきこうあつじゅでんせつび）は、高圧で受電するための機器一式を金属製の外箱に収めたもの。単に「キュービクル」(Cubicle) とも呼ばれる。
6,600Vで受電した電気はキュービクル内で100Vまたは200Vに変圧され、施設に供給される。受電容量が50kVA以上4,000kVA以下の小中規模施設の変電設備としてよく利用される。
主遮断装置の種類により、PF-S形、CB形に分かれる。PF-S形は主遮断装置に高圧限流ヒューズ (PF)、高圧交流負荷開閉器 (LBS) を用いる。受電設備容量300kVA以下の場合に用いられる。遮断装置が簡素なため金属箱を小型化しやすい。CB形は主遮断装置に遮断器(CB)を用いる。受電設備容量4,000kVA以下の場合に用いられる。
JIS規格はJIS C 4620「キュービクル式高圧受電設備」による。
JEM規格では金属製の外箱に収めた電気設備の呼称に金属閉鎖形スイッチギヤがある。ただし、こちらは高圧受電設備に限らずに低圧の電気盤にも使われる。JEM 1425「金属閉鎖形スイッチギヤ及びコントロールギヤ」、JEM 1265「低圧金属閉鎖形スイッチギヤ及びコントロールギヤ」。

## 内部機器

### 計器類
電圧、電流、電力量等の測定、表示をおこなう。
- 電力需給用計器用変成器 (VCT) PCT,MOFとも呼ばれる。計器用に電力を変成する。通常は電力会社から支給される。
- 電力需給用計器 (Wh) 使用電力量を測定する。こちらも電力会社から支給される。
- 計器用変圧器 (VT) 高電圧を低電圧に変圧する
- 変流器 (CT) 大電流を小電流に変流する
- 電流計 (A) 電流の測定、変流器を介して接続する
- 電圧計 (V) 電圧の測定、計器用変圧器を介して接続する

### 開閉器類
回路の開閉等を行う。断路器、遮断器、開閉器等。
- 高圧交流負荷開閉器 (LBS) PF-S形で用いる、負荷電流の開閉を行う。
- 高圧限流ヒューズ (PF) PF-S形で用いる、過電流が流れた場合溶断して電流を遮断する。
- 高圧遮断器 (CB) CB形で用いる、負荷電流の開閉、過電流の遮断を行う。
- 断路器 (DS) 無負荷時の回路の開閉を行う、点検、修理時に使われる。
- 配線用遮断器 (MCB) 低圧電路の開閉、過電流保護等。
- 高圧カットアウト (PC) 高圧コンデンサ、変圧器等の開閉、保護を行う。(en:Fuse cutout)

### 保護装置
過電流、地絡発生時の機器の保護、過電圧抑制等を行う。保護継電器等。
- 過電流継電器 (OCR) 過電流発生を感知して動作、遮断器を自動遮断する
- 地絡継電器 (GR) 地絡発生時に作動し、事故回路を切り放す
- 零相変流器 (ZCT) 地絡電流の検出
- 避雷器 (LA) 異常電圧を大地に逃がして設備を保護する

### 変圧器
電圧の変圧を行う。
- 変圧器 (T) 電圧の変圧

### その他
- 高圧進相コンデンサ (C) 力率の改善を行う
- 直列リアクトル (SR) 大容量コンデンサ接続時の高調波による波形のひずみを改善する

## 認定キュービクル
一般社団法人日本電気協会による認定制度に基づく審査を受けたキュービクル。消防用設備等に供給する非常電源を確保することを目的とし、JIS規格よりも高い水準が求められる。認定キュービクルは消防法令における設備等技術基準に適合しているものとみなされるため、提出書類や検査等が簡素化されるメリットがある。認定品には認定銘板が貼付される。
1975年5月28日、消防庁告示第七号「キュービクル式非常電源専用受電設備の基準」により定められた。2001年12月21日に消防法施行規則第31条の4第2項に規定する指定認定機関として、2004年12月1日に同施行規則改正により登録認定機関として社団法人日本電気協会が認定され、同法人が認定業務をおこなっている。

## 推奨キュービクル
一般社団法人日本電気協会が制定した「キュービクル式高圧受電設備推奨規定」の基準を満たしたキュービクルのこと。推奨キュービクルには推奨銘板が貼付される。